# Dějiny Trutnova
Dějiny Trutnova detailněji zpracovávají historii města z článku Trutnov.

## Od pravěku po současnost

### Pravěk až dvanácté století
Důkazy nejstaršího osídlení Trutnova jsou archeologické nálezy z doby 8000 let před naším letopočtem, z doby pozdního paleolitu. Ovšem k opravdovému zakládání osad došlo kvůli neprostupnosti okolní přírody až mnohem později. Ještě ve 12. století tvořil celou pohraniční oblast desítky kilometrů široký hustý hvozd s prudkými horami a údolními bažinami. Až po roce 1110 byla pralesem Poláky proražena důležitá obchodní cesta do Slezska, která vedla přes dnešní Dvůr Králové podél Labe k Hostinnému a odtud přes Pilníkov, Babí a Žacléř za hranice země. V místě, kde cesta přecházela řeku Úpu, tj. v místech dnešního Horního Starého Města, vznikla asi v polovině 12. století slovanská osada Úpa. Ke konci 12. století zde bylo zbudováno pozdně slovanské hradiště a v 1. polovině 13. století byl postaven na jednom z říčních ostrovů vodní hrad, centrum úpské autonomní provincie – Úpský kraj.

### Třinácté století a první písemná zmínka

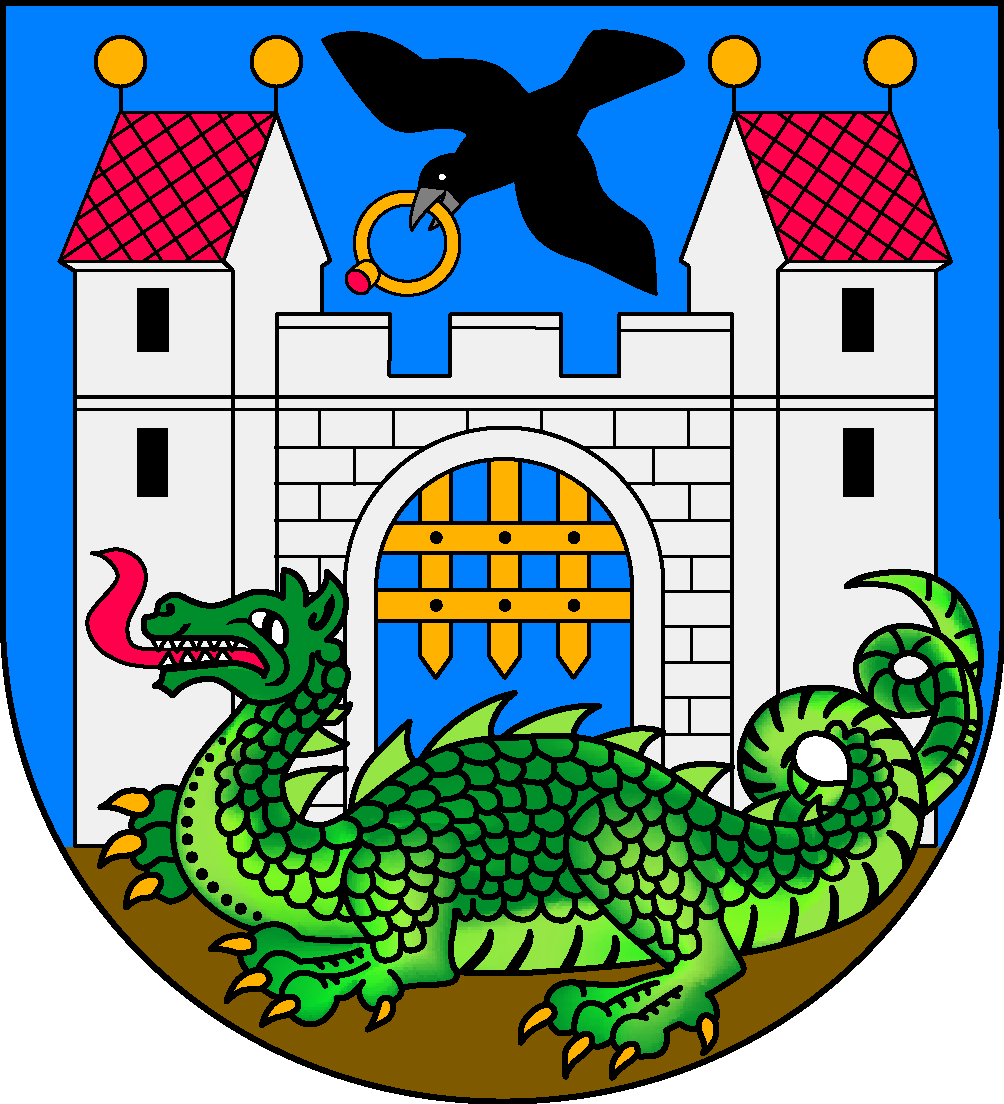
Znak města Trutnova

Poloha vsi však nebyla nejšťastnější. Ves byla často postihována povodněmi a ke všemu byla přemístěna i trasa zemské obchodní cesty, která nově vedla schůdnějším údolím Ličné přes dnešní Bernartice. Tím ztratila původní ves Úpa na významu a kolem roku 1250 bylo středisko osídlení přemístěno na návrší, do prostor dnešního historického jádra Trutnova, kudy nová cesta do Slezska procházela. Toto místo bylo nazváno Úpa druhá a stalo se novým sídelním městem moravského rodu Švábeniců, kteří zdejší krajinu kolonizovali. Z roku 1260 pochází první písemná zmínka o městě.
Společně s městem, které mělo pravidelné šachovnicové uspořádání, byl Idíkem ze Švábenic založen hospitál na Nivách a na vyvýšeném místě postaven hrad, sídlo pánů ze Švábenic. Na hrad byly ze staré osady Úpy průběžně přeneseny veškeré úřady úpského kraje, od roku 1277 kraje manského, s určitou soudní autonomií. Za krále Přemysla Otakara II. bylo pohraničí kolonizováno hlavně německými přistěhovalci a ti Úpu druhou přejmenovali na Trutnov, z německý volně přeloženo jako „milé město při nivě“ (podle jiných zdrojů z německého truten ouwe – utěšená niva).

### Pověst o založení
Podle báje bylo nazváno podle rytíře von Trautnav, česky Trut, který zabil draka, jehož má město na počest ve znaku.

### Konec Švábeniců na Trutnovsku a Trutnov královským městem
Po roce 1297 došlo špatným hospodařením k poklesu moci Švábeniců a hrad i s městem přešel do přímého držení krále Václava II. a v roce 1301 se Trutnov stává královským městem. Po vymření královské větve Přemyslovců připadl hrad Lucemburkům. Nákladné války krále Jana Lucemburského však vedly k tomu, že i trutnovský hrad byl dán do zástavy Janovi z Vartenberka. Ze zástavy jej potom roku 1333 získává králevic Karel. Roku 1340 Jan Lucemburský potvrzuje trutnovskému manství, které zaujímalo rozlohu přibližně dnešního velkého okresu, politickou a soudní autonomii, která trvala až do roku 1539.
V roce 1399 předal král Václav IV. celé Trutnovsko své manželce Žofii a Trutnov se stává královským věnným městem českých královen.

### Raný novověk

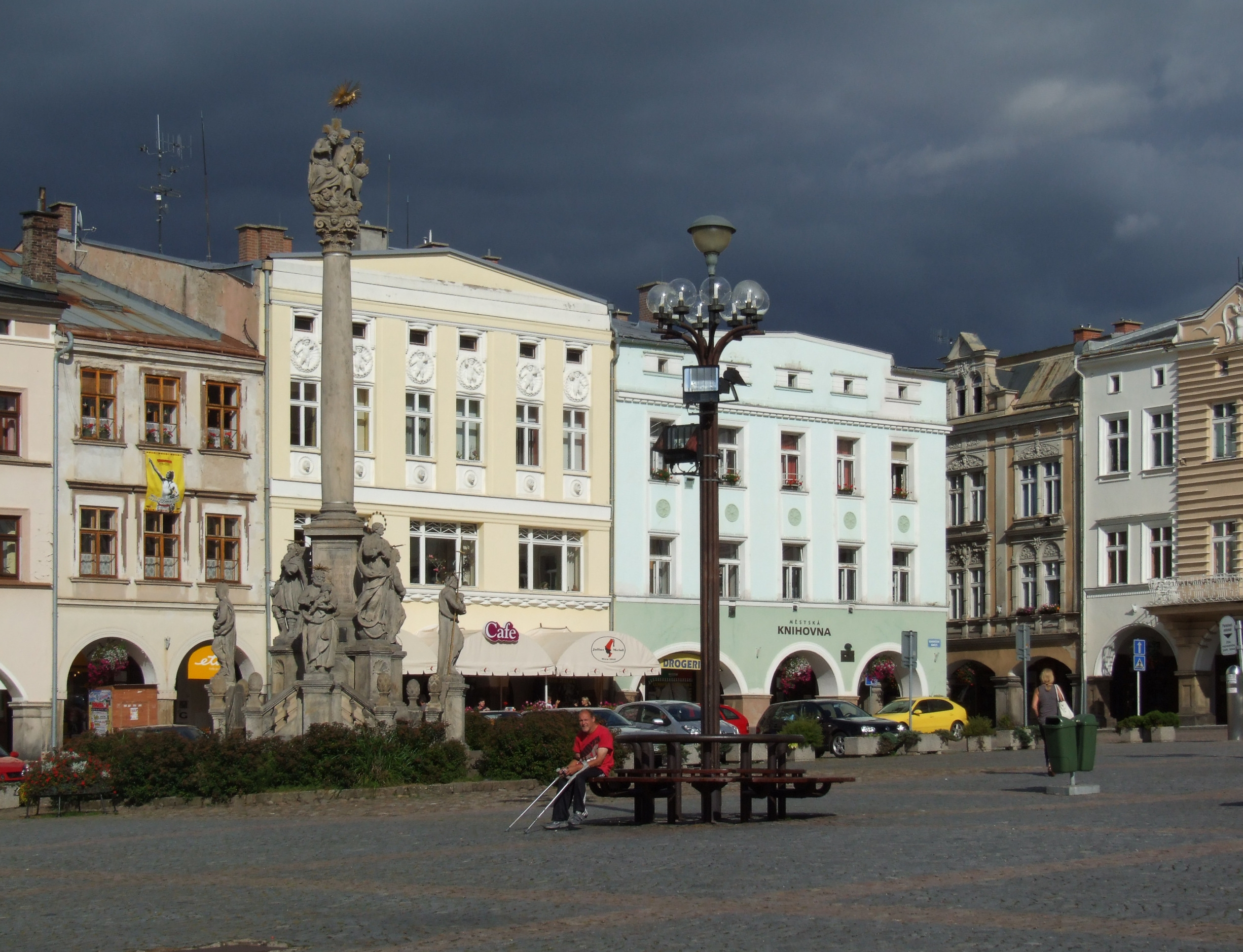
Morový Sloup nejsvětější trojice na Krakonošově náměstí

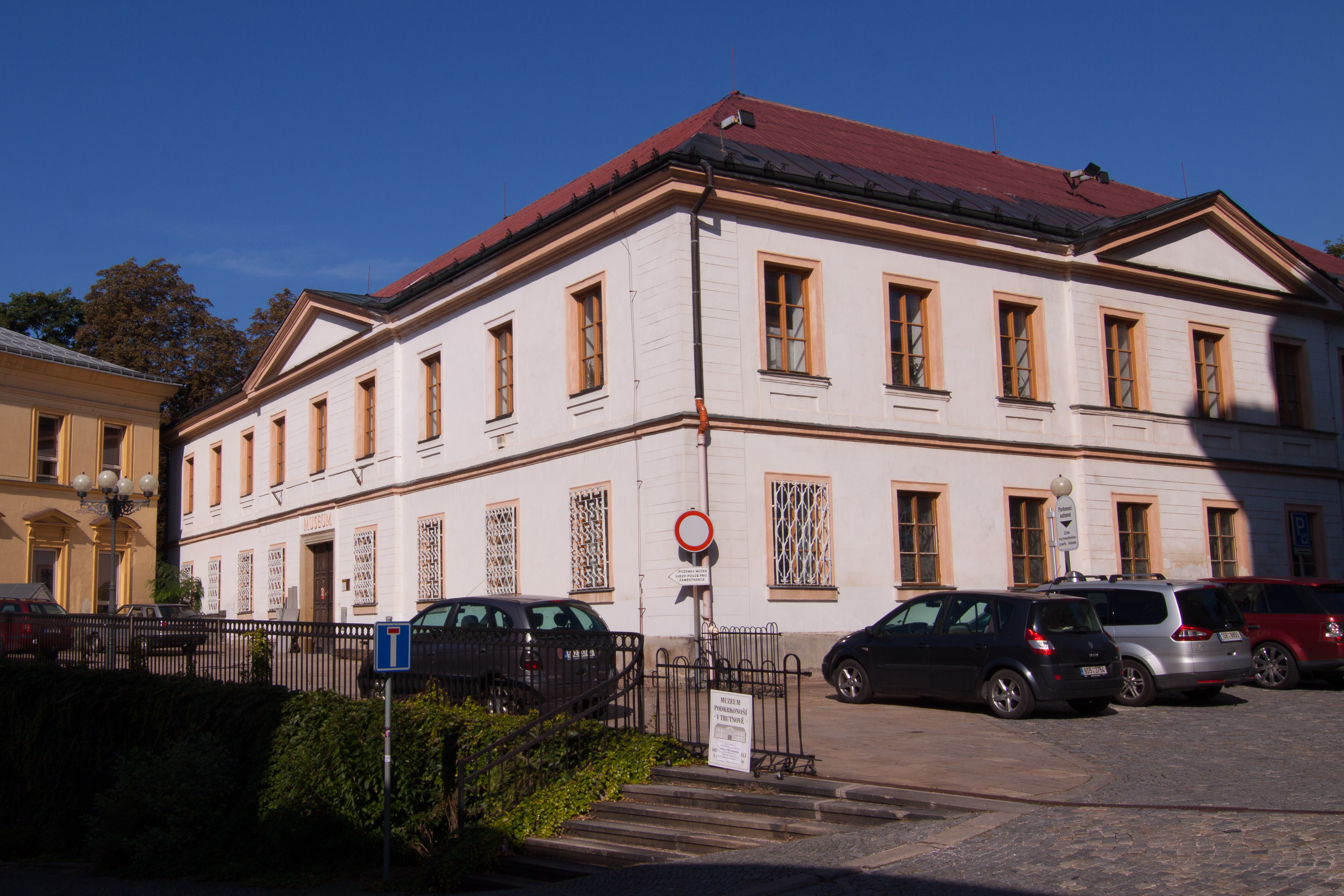
Trutnovké muzeum se nachází v prostorách bývalého hradu (později zámku)

Za husitských válek je Trutnov roku 1421 dobyt husity, klášter Na Nivách vypálen a hrad spravován husitským hejtmanem. Roku 1437 se hrad i s městem stává majetkem Barbory, manželky císaře Zikmunda, ale již v roce 1441 připadá do zástavy Hanuši Velfovi z Varnsdorfu. Od roku 1484 převzal hrad jeho zeť Bedřich ze Šumburka a po něm Bedřichův syn Bernard. Po zabití Bernarda roku 1504 drží panství Jan ze Šumburka a po jeho zavraždění roku 1516 jeho bratři Heřman a Karel. Ti, i když jej mají jenom v zástavě, si panství rozdělují napolovic. Doslova rozpůlí město a městská rada je složena z dvou řad konšelů, každá zastupující jednu půlku města.
Krutá vláda Šumburků se nenechává zastavit před ničím. V roce 1514 nechávají zavraždit hejtmana trutnovského hradu Jiřího Javornického, v roce 1517 byla ve sklepení hradu objevena jejich výrobna falešných mincí a v roce 1537 doznal jejich rybář, že pro ně zabil 19 lidí a litoval, že jich už nebude dvacítka. Z obavy před vzpourou měšťanů byl hrad opevněn i ze strany od města, čímž se stal pevností uvnitř pevnosti. Za vlády Šumbůrků je zahájena stavba nového špitálu a špitálského kostela Petra a Pavla. Z roku 1505 existuje také první zmínka o trutnovské papírně, jedné z nejstarších v Čechách. Žádná z těchto staveb se však nedochovaly.
Po dalších neshodách a bitce obou bratrů přímo v kostele je Karel donucen utéct a Heřman svou půlku roku 1521 zastavuje Krušinovým z Lichtenburka. Právě z této doby pocházejí legendy o loupeživých rytířích z Trutnova. Poté, co je Jan Krušina za své činy popraven, připadá jeho část panství královské komoře. Druhou část panství držel stále Karel ze Šumburka až do své smrti roku 1526, i když se sem nikdy nevrátil. Jeho část panství převzala jeho sestra Constans a po ní sestra Beatrix, manželka Adama Zilvára z Vlčic.
Město se rozvíjí a v roce 1531 vzniká za Střední branou první, Střední předměstí. Horší časy opět přicházejí za vlády Kryštofa z Gendorfu. Ten získal Trutnov do državy po nezdařeném protihabsburském povstání v roce 1547, kdy byl Trutnov potrestán ztrátou okolních vesnic. V té době má město 1200 obyvatel. Kryštof přestaví gotický hrad na renesanční zámek, na kterém roku 1560 dochází k bouřlivé vzpouře měšťanů a až do soudu roku 1562 nikdo město neřídí, jen zvůle a zločin. Soud Kryštof prohrál a rok poté zemřel.
Za dalšími branami vznikají roku 1565 Dolní a roku 1569 Horní Předměstí. Ve stejné době je založen druhý městský hřbitov, což je rarita, vyhrazený pro ubožáky, sebevrahy a rebely. Vysoký alkoholismus zase město řeší v roku 1571 zavěšením tzv. Pivního zvonu na Horní bráně, který měl oznamovat konec vysedávání v hospodách. V halasném veselí však nebyl zvon zřejmě slyšet a tak byl zavěšen ještě druhý zvon.
V roce 1578 začíná Simon Hüttel psát městskou kroniku, která se o pár set let později stane nejcennějším vodítkem v historii města. V roce 1582 vzniká měšťanský pivovar, ve stejném roce město postihuje i morová epidemie, kdy jen za tento rok se kvůli vysoké úmrtnosti vystřídá 33 purkmistrů. Po roce 1594 jsou prováděny nákladné úpravy zámku, který v roce 1599 opět celý připadá městu, zámek však o rok později postihuje požár. V roce 1605 je na náměstí postavena první kamenná kašna, která nahrazuje dřevěnou.

### Švédové, morové epidemie a selské bouře

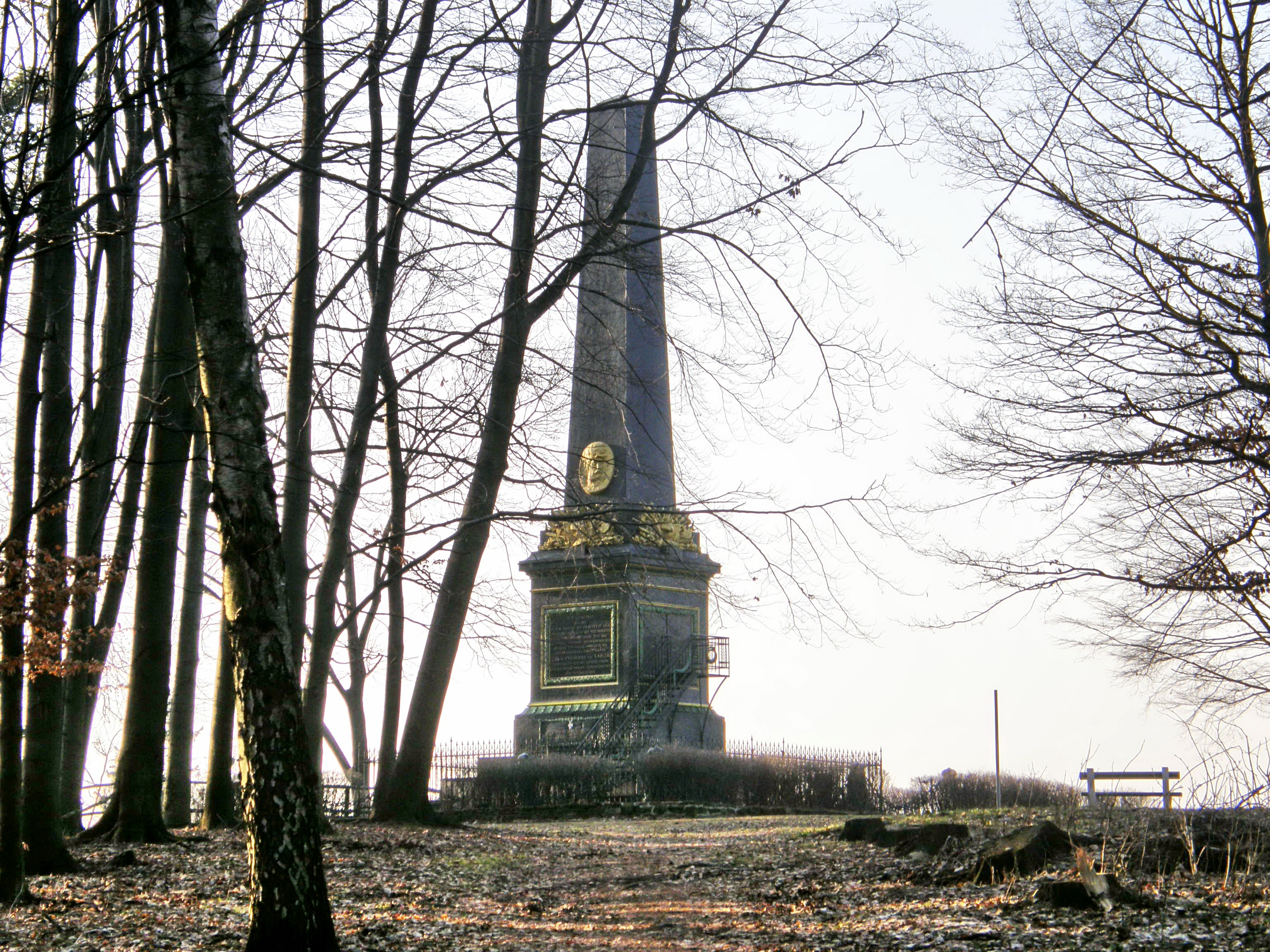
Památník gen. Gablenze

Po prohrané bitvě na Bílé hoře je v roce 1621 konfiskován majetek města za účast na protihabsburském povstání a Trutnov již podruhé přichází o své vesnice a zámek. Za následné třicetileté války je Trutnov v roce 1642 dobyt a vypálen Švédy. Při jeho dalším dobytí v roce 1647 je Švédy pobořen i zámek a dílo zkázy následně dokoná i císařské vojsko.
Po sto letech postihuje Trutnov v roce 1680 další morová epidemie, po jejímž útlumu je na náměstí postaven v roce 1704 morový sloup Nejsvětější Trojice. Další barokní sousoší, sv. Jana Nepomuckého je od roku 1728 na mostě přes Mlýnský náhon a v roce 1754 je postavena první pošta. V roce 1775 dochází na Trutnovsku k selským rebeliím, které vyvrcholují krvavým střetem tisíců vzbouřenců s císařským vojskem na Humlově kopci před městem. V roce 1792 je na náměstí postavena Dračí studna, kašna se sochou bájného trutnovského draka. Roku 1848 odcházejí z Trutnova pod vedením trutnovského básníka Uffo Horna na pomoc Praze národní gardisté. V roce 1856 se po Úpě naposledy plaví dřevo.

### Rozvoj města a požár
Rychlý nástup průmyslu reprezentuje Faltisova továrna z roku 1858, v té době největší textilní přádelna lnu v Evropě. Jednoho z nejbohatších Evropanů se snaží dohnat i jiní trutnovští továrníci výstavbou desítek dalších textilek v okolí, což vede k mohutnému rozvoji města. To ovšem záhy postihuje několik katastrof. V roce 1861 vyhoří město ve svých dějinách už potřinácté, tentokrát však 90 procent města doslova zmizí v plamenech. Ze starobylého gotického jádra s výstavnými renesančními a barokními domy jich zůstává nedotčeno pouhých 18. Trutnovu vzápětí pomáhají města celé Evropy a USA. Aby byla obnova provedena co nejrychleji, jsou zbořeny městské brány a část hradeb, které posloužily jako stavební materiál.

### Prusko-rakouská válka
Po krátké době dochází za Prusko-rakouské války v roce 1866 u Trutnova k jedné z významných bitev. Pro Rakousko znamenala zdejší bitva jen jednu jedinou vyhranou z celé války. Bojovalo se jak v ulicích města, tak hlavně po okolních stráních, což dnes připomíná kaple svatého Jana Křtitele na Jánském vrchu a desítky pomníků a hrobů padlých.

### Devatenácté století

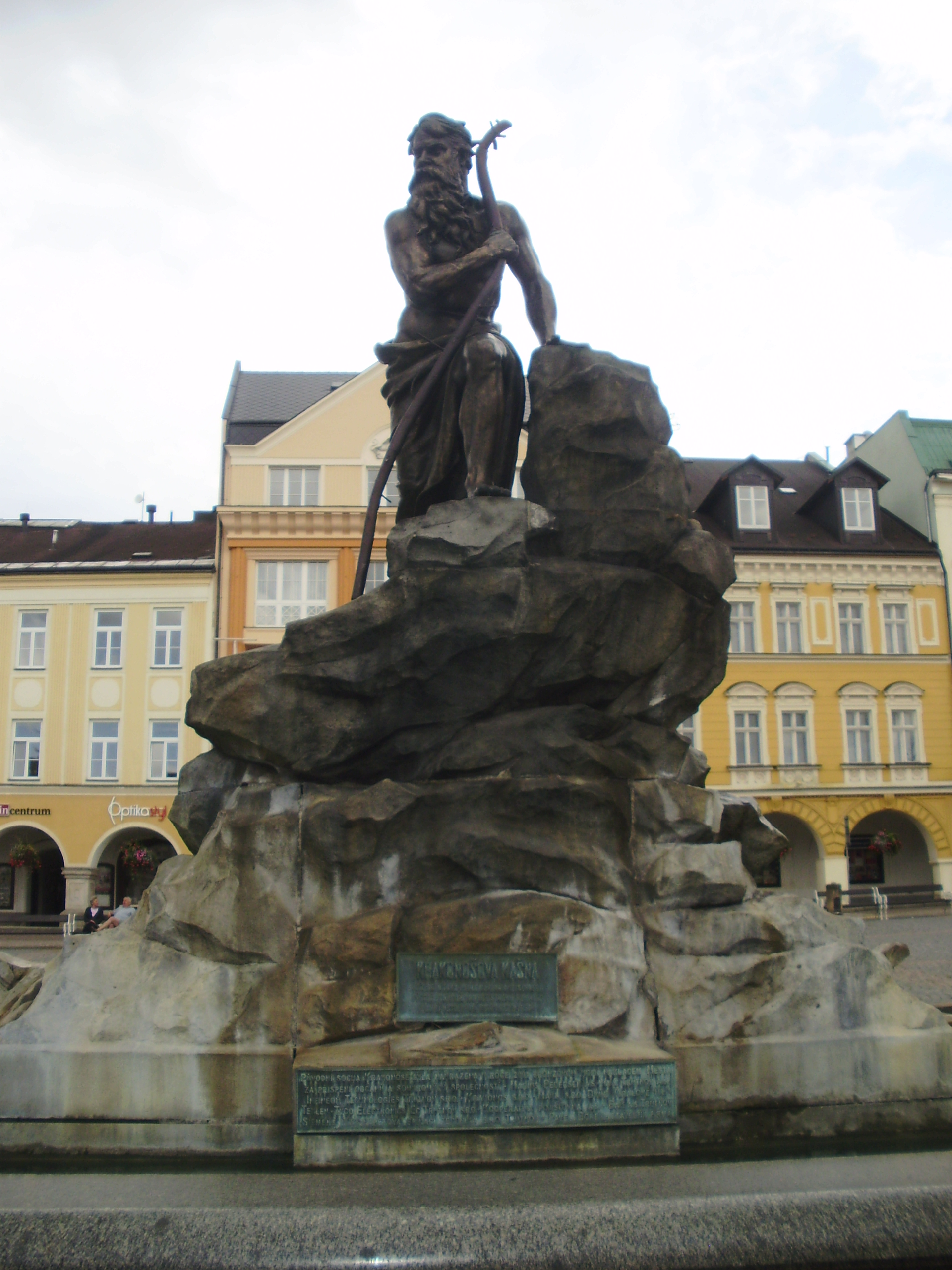
Krakonošova kašna

Po válce nastává další rozvoj města. V roce 1869 je postavena plynárna pro osvětlení města a v roce 1870 železniční nádraží. V roce 1881 je otevřeno divadlo, v následujících letech pak postaven kamenný Nádražní most, elektrárna a Krakonošova kašna, která nahradila Dračí studnu.
19. století završuje další katastrofa. Tentokrát je nejničivější v dějinách města povodeň. Ta si vyžádá 41 mrtvých, totálně strhne 30 domů, všechny mosty a 300 domů těžce poškodí. Aby se situace nikdy neopakovala, jsou započaty nákladné úpravy toku řeky Úpy, která je napřímena a sevřena do vysokého kamenného koryta. Právě tato opatření zachrání město o sto let později roku 1997.

### Dvacáté století

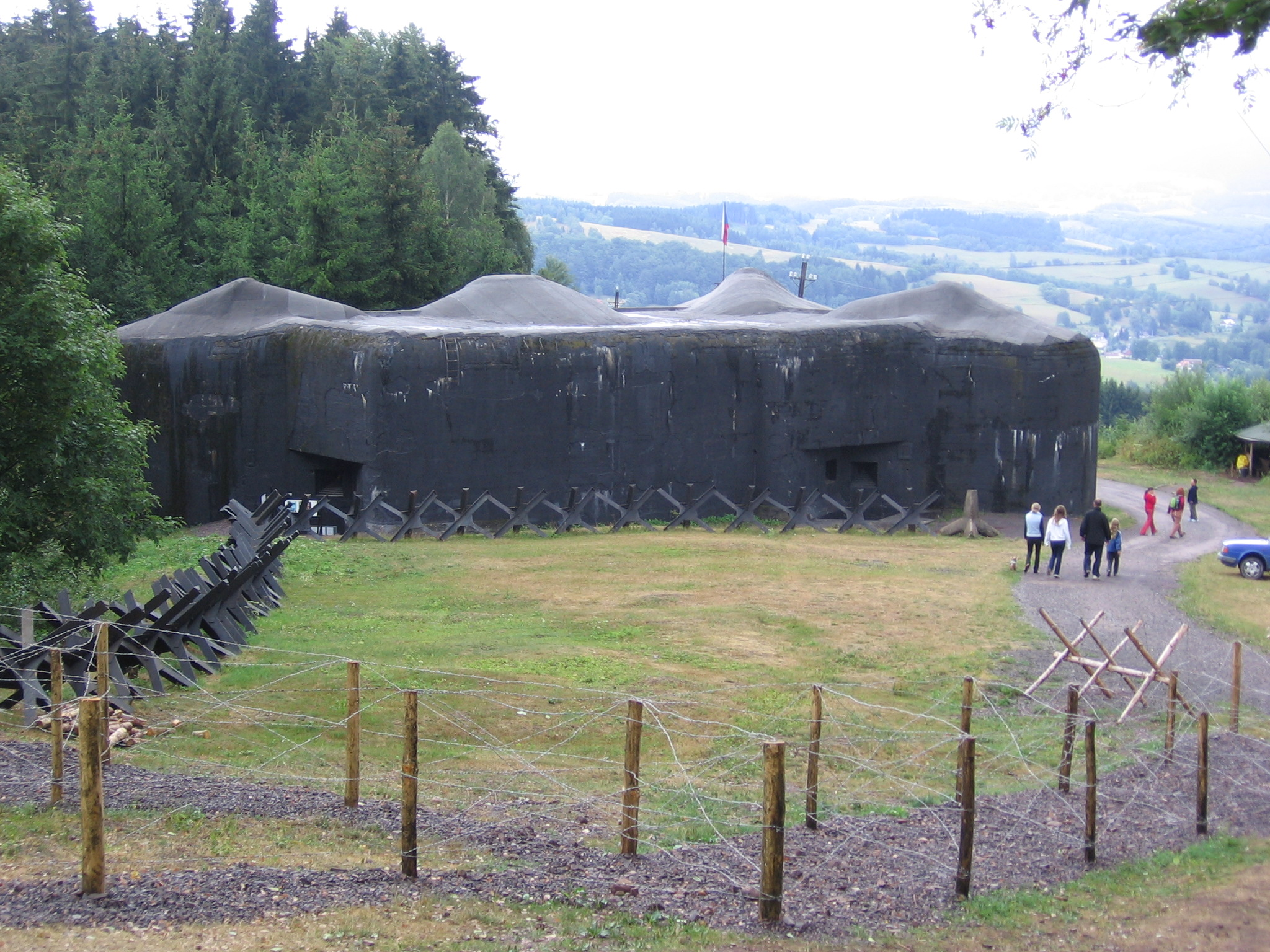
Dělostřelecká tvrz Stachelberg

V roce 1900 je otevřen Národní dům, vítězství české menšiny v tehdejším Trutnově s velkou převahou německy mluvících občanů. V roce 1906 je otevřena nová pošta a v roce 1912 první kino. Po vzniku Československé republiky je česká menšina podpořena výstavbou českých škol. Naopak postupně sílí německý nacionalismus, který vrcholí v roce 1935 výhrou fašistických henleinovců v místních volbách. V obavách před invazí do Československa vzniká systém pohraničního opevnění. Oproti vysokým horám je očekáván hlavní vpád přes nízké a široké Královecké sedlo a proto je právě u Trutnova zahájena stavba největší československé pevnosti Stachelberg.

#### Sudety
Po mnichovské dohodě v roce 1938 dochází k obsazení pohraničí, tzv. Sudet, německou armádou a vyhnání českých obyvatel. Je vypálena trutnovská synagoga a zničen židovský hřbitov. Většina Trutnovska se až do konce války stává součástí Německa. V Poříčí je zřízen koncentrační pracovní tábor pro židovské ženy, z nichž 41 utrpení nepřežije.

#### Osvobození sovětskou armádou, sovětská okupace
Po osvobození Trutnova Rudou armádou v roce 1945 se Trutnovsko opět stává součástí Československa. Němečtí občané jsou následně vystěhováni a do původních domovů se mohou navrátit původní majitelé. Většina domů však patřila Němcům již před válkou a tak pustnou nebo jsou rozdány dobrodruhům z různých konců republiky. Několik okolních obcí včetně vsí na území dnešního města úplně zaniklo.
V roce 1947 dochází ke vzniku trojměstí Velký Trutnov, sloučením Trutnova s okolními vesnicemi a s městečky Poříčí a Horní Staré Město. První a zároveň poslední Krkonošská výstava se koná v roku 1949, poté je budova zabrána pro národní výbory. V roce 1958 vyhoří divadlo na Nivách, město tak přichází i o divadelní scénu.
Komunistická vláda od roku 1948 se na městě samotném podepisuje ještě přiměřeně, ovšem po pražském jaru přichází zvrat a v srpnu roku 1968 se přes Trutnov hrnou do Prahy polské a ruské tanky. Trutnované s okupací nesouhlasí a snaží se vjezdu tanků zabránit barikádami. Na jednu z nich je použit i tank ze sovětského památníku. Střety si vyžádají jednu oběť, proto Rusové kvůli své bezpečnosti obsazují i trutnovské kasárny a zůstávají v nich desítky let.
Při následné normalizaci je Trutnov stále více ničen. Se zemí jsou srovnány desítky bloků historické zástavby a chátrající domy jsou nahrazovány nevzhlednými panelovými sídlišti. Žádná společenská stavba se v té době nedovedla do konce a zůstala torzem až na jedinou, moderní komunistický palác, postavený v nejcennějším historickém jádru. Sídlu komunistů padlo množství památných domů včetně bájné Dračí uličky. Z městeček tvořících trojměstí se stávala pouhá předměstí. Zatímco venkovská zástavba v Horním Starém Městě byla nemilosrdně nahrazena největším sídlištěm, Poříčí bylo naopak prostoupeno továrnami a sklady.

#### Období po sametové revoluci
Přítrž všemu nastala až po sametové revoluci v roce 1989. Domy a památky byly zrekonstruovány a centrum města vyhlášeno městskou památkovou zónou. Opuštěná podloubí opět ožila krámky a návštěva města se stala vyhledávaným cílem nejen návštěvníků hor Krkonoš.

## Historie trutnovských ulic

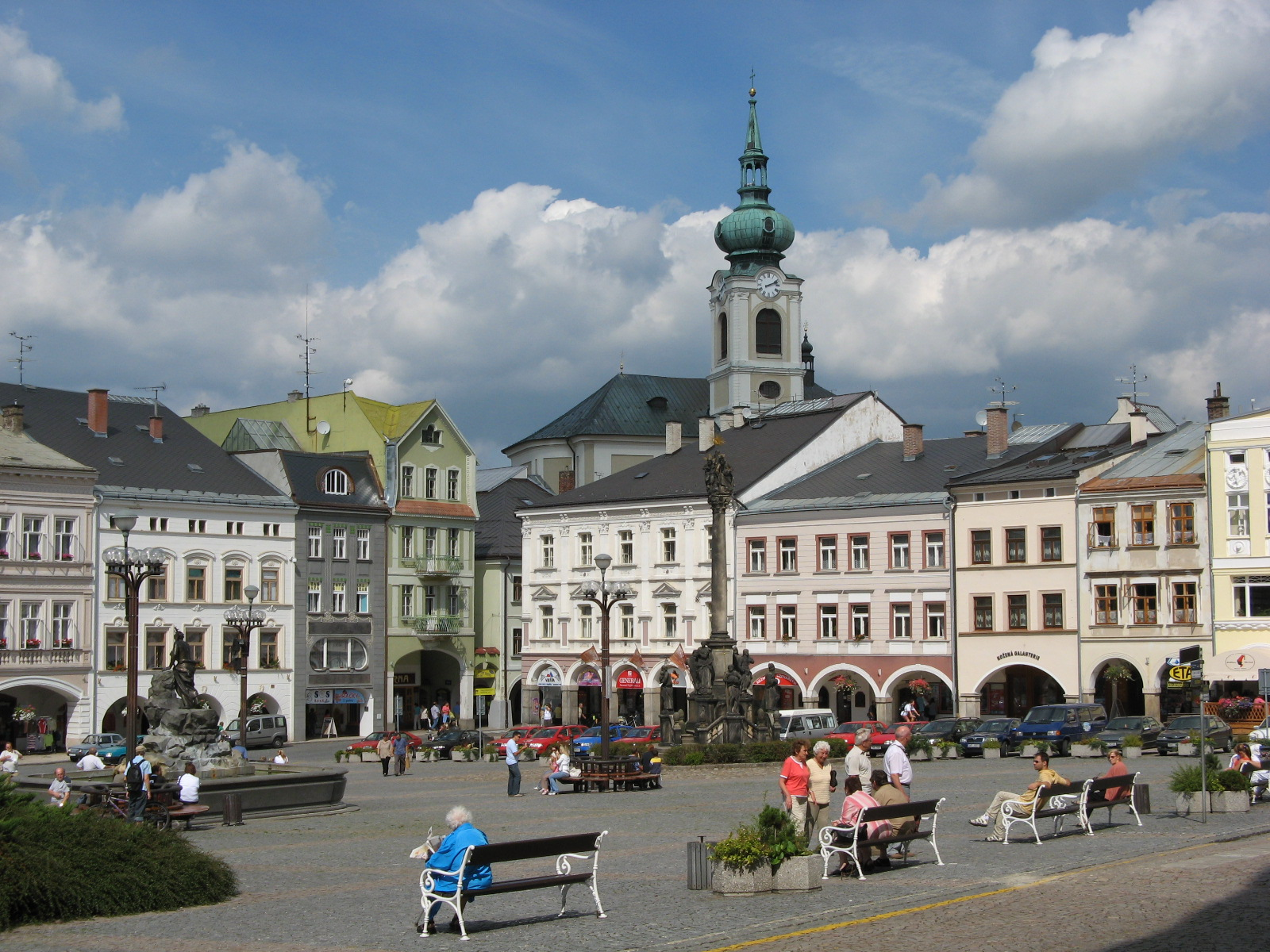
Krakonošovo náměstí

Poměrně zajímavá je i historie jednotlivých trutnovských ulic, kterých má město v současné době přes 600. Některé názvy vznikly již ve středověkých počátcích města nebo v dalších stoletích a jejich jméno dnes dokládají už pouze kroniky, protože město se neustále vyvíjí a místo, po kterém název ulice dostala, již dávno zaniklo. Do konce druhé světové války byly všechny názvy německé a musely být počeštěny nebo úplně změněny, po sametové revoluci byla zase odstraněna spousta ideologických názvů a proto měly některé ulice mnoho jmen.

## Trutnov v datech
- 1260 – první písemná zmínka o Trutnovu
- 14. století – zbudovány kamenné hradby
- 1399 – Trutnov se stává královským věnným městem
- 1421 – Trutnov byl dobyt husitským vojskem Jana Žižky, vypálen křižovnický klášter na Nivách
- 1550 – vybudován vodovod z Kacíře na náměstí[4]
- 1582 – vznikl měšťanský pivovar, který byl majetkem 149 pravovárečných domů
- 1591 – Trutnov byl povýšen na královské město

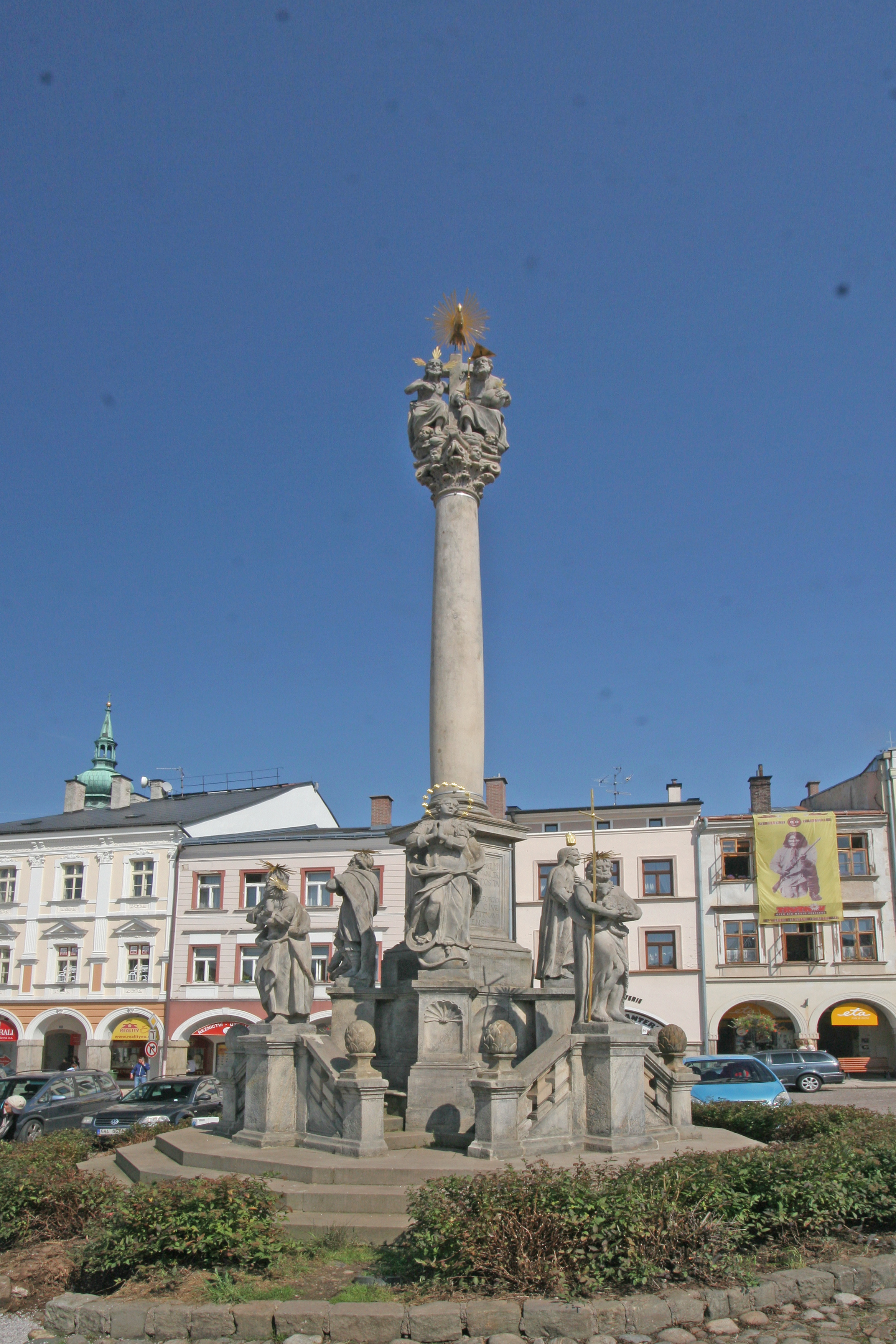
Sloup se sousoším Nejsvětější Trojice na Krakonošově náměstí

- 1642 – Trutnov byl dobyt švédským vojskem
- září 1647 – Trutnov byl dobyt švédským vojskem
- 1704 – sloup Nejsvětější Trojice
- 24. září 1745 – Trutnov byl stižen požárem, který se rozšířil z polní pekárny pruského vojska[5]
- 1755–1756 – zahájena první fáze stavby kostela Narození Panny Marie, podle projektu Leopolda Niederöckera z roku 1754
- 1767–1769 – druhá fáze stavby kostela Narození Panny Marie
- září 1769 – vysvěcen kostel Narození Panny Marie hradeckým vikářem Johannem Sebastianem Lyerem
- 1774–1782 – třetí fáze stavby kostela Narození Panny Marie
- 1782 – dostavěn kostel Narození Panny Marie
- 1784 – osazen hlavní oltář kostela Narození Panny Marie
- 1792 – zbudována nová kašna na náměstí – ozdobena drakem z bílého pískovce
- 1833 – v Trutnově přenocoval Mikuláš I.
- 27. května 1861 – Trutnov postižen 13. a největším katastrofálním požárem
- 1862 – byla přestavěna Stará radnice v novogotickém slohu
- 27. června 1866 – bitva mezi rakouskými a pruskými vojsky
- 29. října 1870 – do Trutnova (na dnešní Hl.nádraží) přijel z Poříčí první vlak
- 1871 – na úpatí Šibeníku byl založen židovský hřbitov
- 1886 – na náměstí postaven pomník císaře Josefa II.
- 16. července 1892 – dokončena přestavba kašny na náměstí – pískovcový drak byl nahrazen Krakonošem se čtyřmi permoníky

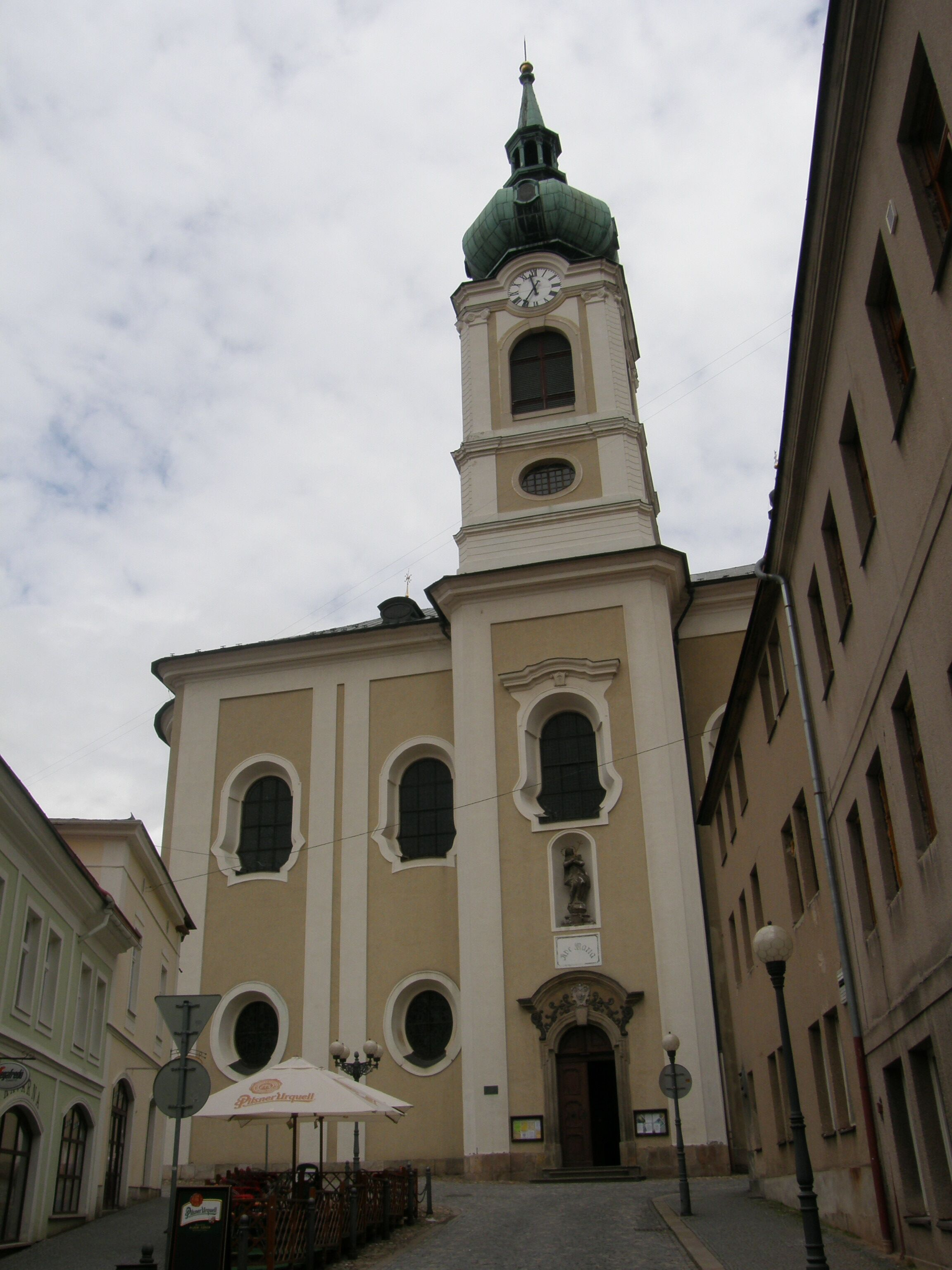
Kostel Narození Panny Marie

- z 29. na 30. července 1897 – Trutnov zasažen katastrofální povodní
- 28. října 1900 – české menšině byl předán Národní dům
- 19. října 1911 – konstruktér letadel Igo Etrich a jeho pilot Heinrich Bier přeletěli nad Trutnovem[6]
- 23. května 1923 – odstraněna socha Josefa II. z náměstí
- 1924 – dokončena stavba měšťanské školy
- 1925 – dokončena stavba národní školy
- 1927 – dokončena stavba gymnázia
- 1929 – u Špitálského mostu bylo postaveno kino
- 1945–1946 – odsun německého obyvatelstva
- 1947 – k Trutnovu byly připojeny obce Horní Staré Město, Poříčí, Volanov a Voletiny
- 27. ledna 1990 – Václav Havel, poprvé jako prezident, navštěvuje Trutnov
- 2006 – opravena část fasády Staré radnice
- 2009 – socha Josefa II. opět odhalena na náměstí
- 2010 – otevřeno nové městské divadlo – společenské centrum UFFO
- 2011 – nedaleko Trutnova na Hrádečeku umírá na své chalupě v neděli 18. prosince 2011 poslední československý a první český prezident Václav Havel